# Jebel Khalid
Jebel Khalid és una antiga ciutat selèucida establerta a la riba oest del riu Eufrates, al nord de l'actual Síria. La ciutat va ser fundada a principis del segle iii aC en un lloc verge i abandonada a les primeres dècades del segle i aC. Va cobrir una superfície de 50 hectàrees.